# Stein Karlsen
Pour les articles homonymes, voir Karlsen.
Stein Karlsen (né le 1er septembre 1948 en Norvège) est un joueur de football international norvégien.